# Akhalkalaki
Akhalkalaki (en géorgien : ახალქალაქი Akhalkalaki ; en arménien : Ախալքալաք Akhalk’alak’ ) est une petite ville de Géorgie au sud de la région de Djavakheti, province de Samtskhé-Djavakhétie.
Akhalkalaki est composé de deux mots : « akhali » (en géorgien : ახალი) qui veut dire « nouvelle » en géorgien, et « kalaki » (en géorgien : ქალაქი) qui veut dire « ville ». Ce qui donne nouvelle-ville, Neuville, Villeneuve.

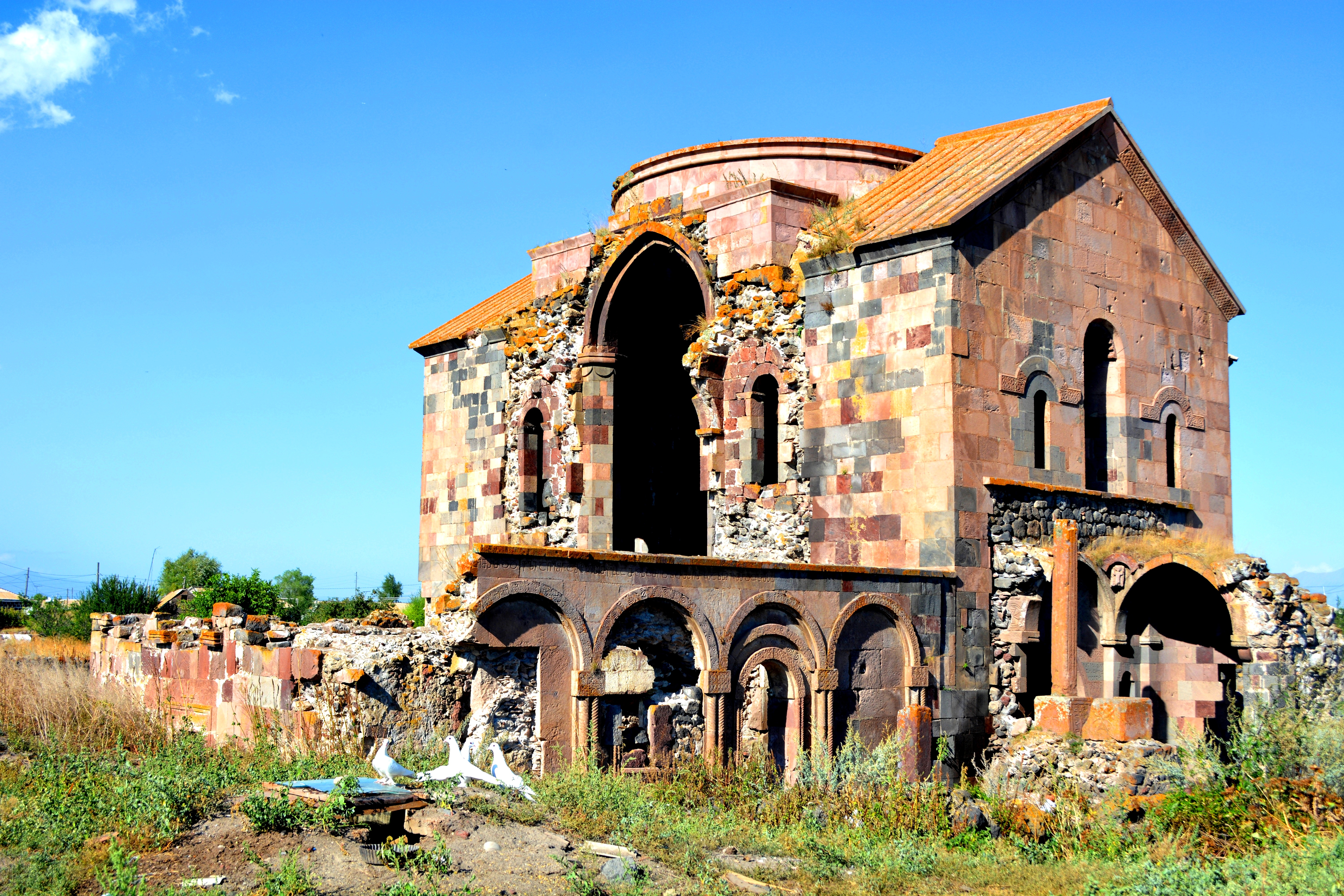
Ruines de la cathédrale de Kumurdo.
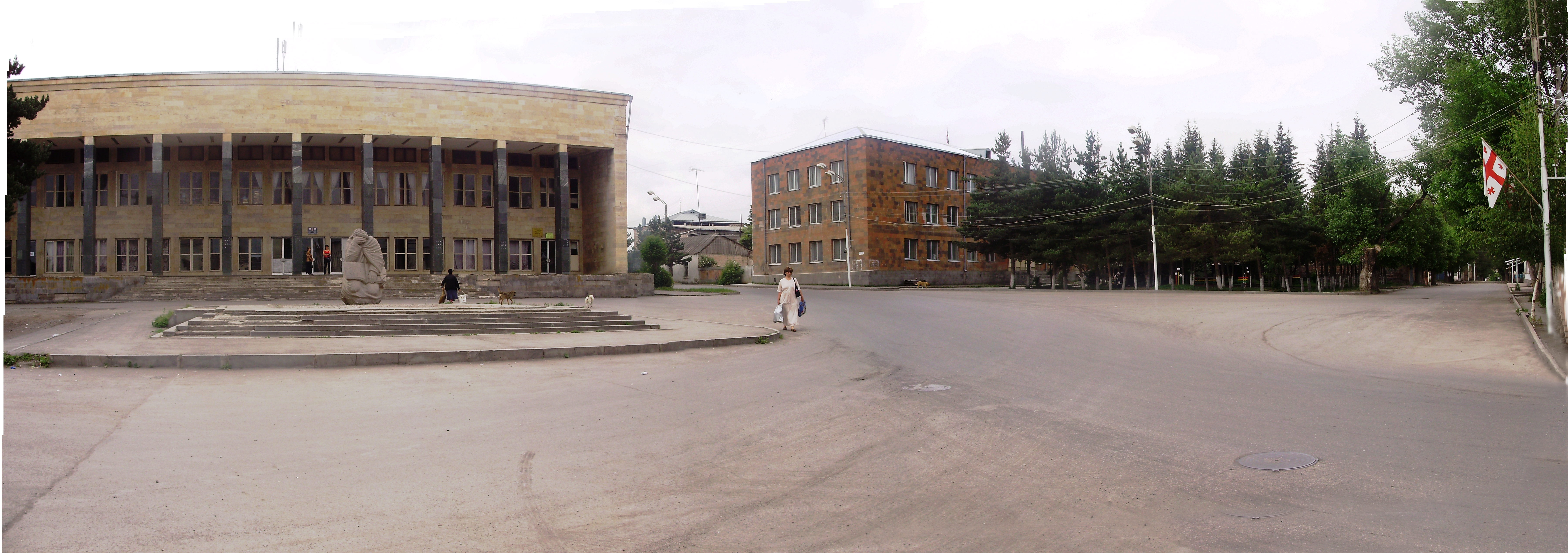
Place principale d'Akhalkalaki.

Sa population est estimée à 8 295 personnes en 2014, dont 91 % sont ethniquement Arméniens, 7 % Géorgiens et 2 % Russes ou Grecs. Du point de vue des traditions confessionnelles, les Arméniens apostoliques sont 78 %, les Arméniens catholiques 12 %, les orthodoxes 6 %, les Juifs, les Évangéliques et les Témoins de Jéhovah représentent ensemble 4 %. Les agnostiques ou les athées existent dans les trois communautés majoritaires mais statistiquement, ils restent culturellement rattachés à l'une d'elles. 

## Personnalités

### Naissances à Akhalkalaki
- Hamo Ohandjanian (1873-1947), Premier ministre arménien ;
- Akhmed-bey Pepinov (1893-1937), homme politique azerbaïdjanais ;
- Armen Ayvazyan (1938-2007), acteur arménien.
- Arman Tsarukyan (1996), sportif en arts martiaux et homme d'affaires.

## Source
1. ↑  (en) « Population and Demography - Population by cities and boroughs (« Daba »), as of 1 January 2021 », sur National Statistics Office of Georgia, Geostat (consulté le 3 janvier 2022)